# Варкони, Петер
Петер Варкони (венг. Várkonyi Péter; 3 апреля 1931, Будапешт, Королевство Венгрия — 14 октября 2008, Будапешт, Венгрия) — венгерский государственный деятель и дипломат, министр иностранных дел Венгерской Народной Республики (1983—1989).

## Биография
Окончил Дипломатическую академию. Работал в системе МИД ВНР: секретарем посольств в Великобритании и Египте,
- 1958 г. — начальник пресс-службы МИД, помощник председателя Совета Министров ВНР,
- 1965 г. — заместитель заведующего отделом ЦК ВСРП,
- 1969—1980 гг. — директор Венгерского телеграфного агентства,
- 1980—1983 гг. — секретарь ЦК ВСРП и главный редактор газеты Népszabadság,
- 1983—1989 гг. — министр иностранных дел ВНР,
- 1989—1990 гг. — посол в США.

В 1985—1989 гг. — депутат парламента Венгерской Народной Республики.